# Arthur Zimmermann

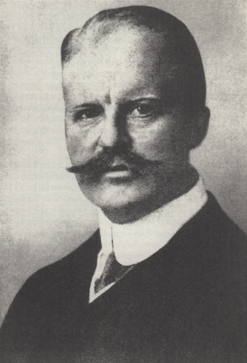
Arthur Zimmermann

Arthur Zimmermann (Marggrabowa, 5 oktober 1864 - Berlijn, 6 juni 1940) was de Duitse staatssecretaris van Buitenlandse Zaken van 22 november 1916 tot 6 augustus 1917. Zijn naam wordt vooral in verband gebracht met het Zimmermanntelegram uit de Eerste Wereldoorlog. Hij was echter ook nauw betrokken bij plannen om Ierse rebellen te ondersteunen en bij plannen om de communisten te helpen bij hun strijd tegen de tsaar van Rusland.
Zimmermann werd geboren te Marggrabowa (nu Olecko in Polen) in het oosten van Pruisen. Van 1884 tot 1887 studeerde hij rechten in Koningsbergen in Oost-Pruisen en later in Leipzig. Toen volgde een periode waarin hij bij een advocatenkantoor ging werken, een korte tijd later ontving hij zijn doctoraal in de rechten. In 1893 begon hij aan een carrière in de diplomatie en werkte op een consulaat in Berlijn. Van 1896 tot 1911 werkte hij bij het consulaat in China. Terwijl hij gestationeerd was in het Verre Oosten, was hij getuige van de Boxeropstand in China.
In 1911 werd hij teruggehaald naar Berlijn waar hij gepromoveerd werd tot onderstaatssecretaris van Buitenlandse Zaken. Op 24 november 1916 werd hij benoemd tot secretaris-generaal (staatssecretaris) van Buitenlandse Zaken en zodoende volgde hij Gottlieb von Jagow op. Daarmee werd Zimmermann de eerste niet-aristocraat die staatssecretaris van Buitenlandse Zaken in Duitsland werd.
Als onderstaatssecretaris had hij ook deelgenomen aan de zogenaamde Kronrat, het overleg in 1914, met keizer Wilhelm II en Kanselier Theobald von Bethmann Hollweg, waarin men de beslissing nam om Oostenrijk-Hongarije te steunen na de moord op kroonprins Frans Ferdinand in Sarajevo.
Op 6 augustus 1917 nam Zimmermann ontslag als staatssecretaris van Buitenlandse Zaken en werd hij opgevolgd door Richard von Kuhlmann. Een van de redenen voor zijn ontslag was het wereldberoemde Zimmermanntelegram, dat hij verzond op 16 januari 1917. Door het uitlekken van dit telegram ging de VS participeren in de Eerste Wereldoorlog.
Arthur Zimmermann stierf op 75-jarige leeftijd in Berlijn aan de gevolgen van een longontsteking.
- Bibliothèque nationale de France: cb13177657h (data)
- Catàleg d'autoritats de noms i títols de Catalunya: 981058615009706706
- Gemeinsame Normdatei: 118808451
- International Standard Name Identifier: 0000 0000 3761 9588
- Library of Congress Control Number: nb2002047243
- Bibliotheek van het Japanse parlement: 00621688
- Nationale Bibliotheek van Israël: 987007294388005171
- Nationale Bibliotheek van Polen: a0000003667169
- Nederlandse Thesaurus van Auteursnamen: 068776489
- Système universitaire de documentation: 204239885
- Virtual International Authority File: 18018741
- WorldCat: E39PBJbGVxQTfJWQgdfck7QQbd